# 血衛 (電影)
是一部2020年美國超級英雄電影，改編自勇士漫畫旗下的同名漫畫角色。由戴夫·威爾森（Dave Wilson）執導，傑夫·瓦德洛和艾瑞克·赫瑟勒共同撰寫劇本，該片同時也是威爾森的導演處女作；其主演包括馮·迪索、艾莎·岡薩雷、山姆·修根、蓋·皮爾斯及托比·凱貝爾。
該片的主要拍攝於2018年8月起在南非開普敦進行。《血衛》在美國由哥倫比亞影業發行並於2020年3月13日上映。由於受冠狀病毒病疫情影響，索尼決定將該片於2020年3月24日以VOD發行。

## 劇情
故事敘述菁英士兵雷·葛瑞森在被一名聯邦調查局探員背叛後遭到綁架並強行進行實驗計劃，而讓自己成為體內被注入奈米活性血液的改造人；在向陷害自己的人復仇的同時，他也得找回自己被抹去的破碎記憶。

## 演員
- 馮·迪索[3] 飾 「血衛」雷·葛瑞森（Bloodshot／Ray Garrison）
- 蓋·皮爾斯 飾 艾米爾·哈汀博士（Dr. Emil Harting）
- 山姆·修根[4] 飾 哈蘭·「再會」·西夫里特下士（Cpl. Harlan 'So Long' Shifflet）
- 艾莎·岡薩雷[4] 飾 凱蒂／KT（Katie／KT）
- 妲露拉·萊莉[5] 飾 吉娜·狄卡洛（Gina DeCarlo）
- 亞歷克斯·赫南德茲（Alex Hernandez）[5] 飾 提比斯（Tibbs）
- 托比·凱貝爾[6] 飾 艾克斯（Axe）
- 約翰尼斯·赫伊屈爾·約翰森（英语：Jóhannes Haukur Jóhannesson）[7] 飾 尼克·巴里斯（Nick Baris）
- 拉蒙尼·莫里斯（英语：Lamorne Morris）[8] 飾 威爾弗雷德·威根（Wilfred Wigans）

## 製作

### 發展
2012年3月，據報導，哥倫比亞影業取得了勇士漫畫作品《血衛》的電影改編權，且將由製片人尼爾·H·摩里茲的Original Film及傑森·科塔瑞的勇士娛樂共同製作；傑夫·瓦德洛已被聘來撰寫劇本。截至2015年4月，勇士、索尼影視娛樂與宣布了一項五部電影計畫的交易，打算合力將勇士漫畫的超級英雄們改編成電影。《血衛》為系列首作，下一部是《先驅勇士》，且再推出一部將兩部片跨界合作的《先驅者戰爭》（Harbinger Wars）。之後，陶比·傑夫（Toby Jaffe）加入擔任監製，而艾瑞克·赫瑟勒也被聘來合作編寫劇本。大衛·雷奇與查德·史塔赫斯基起初為該片的導演人選，但兩人於2017年3月退出後，改由特效師戴夫·威爾森（Dave Wilson）來擔任《血衛》的導演。

### 選角
2017年7月，據報導，傑瑞德·雷托有望出演該片。2018年3月，官方證實馮·迪索將擔任主角血衛。同年5月，山姆·修根、麥可·辛和艾莎·岡薩雷都將加入演出。6月，妲露拉·萊莉和亞歷克斯·赫南德茲（Alex Hernandez）將在片中分別飾演主角的妻子吉娜（Gina）與科學家團隊成員提比斯（Tibbs）。之後，托比·凱貝爾和約翰尼斯·赫伊屈爾·約翰森加入擔任反派，其中前者的角色名為艾克斯（Axe）。2018年8月，拉蒙尼·莫里斯被聘來飾演一位名為威爾弗雷德·威根（Wilfred Wigans）的年輕科學家。

### 拍攝
主要拍攝於2018年8月6日起在南非開普敦及捷克布拉格進行。

## 發行
《血衛》由哥倫比亞影業定於2020年3月13日在美國上映；此前的上映日為2020年2月21日。上映五天後，由於受冠狀病毒病疫情影響，索尼決定將該片於2020年3月24日以VOD的形式發行。於家庭發行的前三天中，《血衛》在亞馬遜影片上觀看次數最多，而在iTunes上則名列第四。

### 評價
爛番茄根據163條評論，持有31%的新鮮度，平均得分4.6／10，觀眾投票獲得78%的分數，平均得分為4／5。在Metacritic上，電影獲得44分。

### 票房
在美國和加拿大，《血衛》預計於首週末從2861家影院中，能收穫約1000萬美元的票房。在發行的第一天就賺了380萬美元，其中包括週四晚間預售的120萬美元。首週末開盤為930萬美元，位居當週票房排名第三。這是自1998年10月以來的最低總收入，所有電影的總票房僅為5530萬美元，這歸咎於COVID-19對影院造成的影響。次週末，全美各大影院關閉，該片從79間影院（多數為汽車戲院）中賺了5.2萬美元。
經過數月的延遲，本片於7月24日在中國上映，首映週末票房收入為280萬美元。
| 上一届： 《隱形人》     | 2020年台北週末票房冠軍 第11-13週 | 下一届： 《我的英雄學院：英雄新世紀》 |
| 上一届： 《獵逃生死戰》 | 2020年香港一週票房冠軍 第13週    | 下一届： 不適用                       |

## 續集
2020年11月，據報導，《血衛》的續集正在開發中，迪索將回歸出演自己的角色。

## 外部連結
- 互联网电影数据库（IMDb）上《血衛》的资料（英文）
- AllMovie上《血衛》的资料（英文）
- 爛番茄上《血衛》的資料（英文）
- Metacritic上《血衛》的資料（英文）
- Box Office Mojo上《血衛》的資料（英文）
- 開眼電影網上《血衛》的資料（繁體中文）
- 豆瓣电影上《血衛》的資料 （简体中文）
- 时光网上《血衛》的資料（简体中文）